# مدفع 6-رطل سريع الإطلاق
مِدْفَع 6-رَطْل سَرِيع الإطْلَاق 7 قِنْطَار (بالإنجليزية: Ordnance Quick-Firing 6-pounder 7 cwt)، أو مدفع 6-رطل فقط، هو مدفع بريطاني من عيار 57 ميليمترًا، اسْتُخْدِم خلال الحرب العالمية الثانية كمضاد دبابات أساسيّ في الجيش البريطاني والأمريكي (في الجيش الأمريكي كان تحت مُسَمَّى مدفع إم 1 عيار 57 ملم). وكذلك استُخْدِم كسلاح رئيس في مجموعة من المَرْكَبَات القِتَالِيَّة المُدَرَّعَة.
وبالرغم من أن المدفع صُمِّم قبل بداية الحرب، إلا أنه لم يَدْخُل في الخدمة حتى حملة شمال إفريقيا في إبريل 1942م. وهناك أصبح بديلًا لمدفع 2-رطل كمضاد للدبابات، وكان ذلك ما سَمَح لمدفع لمدفع هاويتزر 25-رطل بالرجوع إلى موقعه الذي صُمِّم لأجله في سلاح المدفعية، حيث أنهم كانوا قد حولوا استخدامه ليصبح مضادًا للدبابات بدلًا عن مدفع 2-رطل.

## التطوير والتصنيع

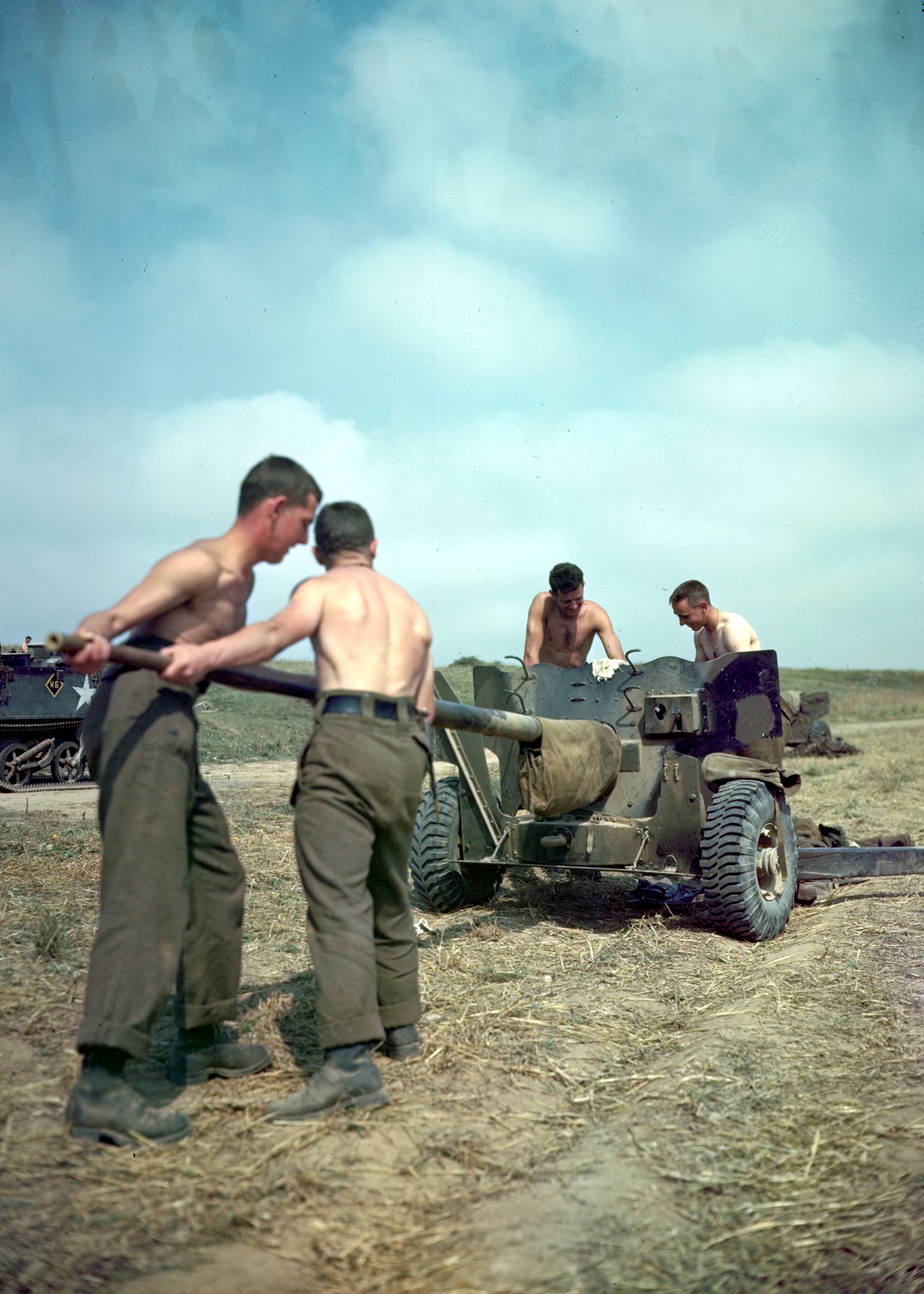
فريق مدفعية كندي يُجْري صيانة لماسورة مدفع 6-رطل.

كانت تظهر الكثير من علامات النقص والمَحْدوديّة في مدفع 2-رطل حتى عند استخدامه في المعارك، ومنذ بداية عام 1938م بدأت تُبْذَل الجهود لاستبداله بسلاح يمتلك قُدُرَات أعلى. وأُوْكِلَت مهمة تطوير مدفع جديد مضاد للدبابات بعيار 57 ميليمترًا إلى مؤسسة آرسنال الملكية لصناعة الأسلحة. وكانت قد اسْتُخْدِمَت المدافع من ذلك العيار في البحرية الملكية البريطانية منذ أواخر القرن التاسع عشر، مما يعني تَوَفٌّر معدات التصنيع الخاصة بها. وانتهى
تصميم المدفع بحلول عام 1940م، ولكن تصميم العَرَبَة الحاملة له استمرّ حتى 1941م.[بحاجة لمصدر] كما تأخرت عملية تصنيعه بسبب الهزيمة في معركة فرنسا، لأن بريطانيا خسرت في تلك المعركة الكثير من العتاد، حيث أن الجيش البريطاني ترك معظم المعدات الثقيلة وراءه في فرنسا خلال انسحاب دانكيرك، بالإضافة إلى أن احتمالية الغزو الألماني بعدها لبريطانيا جَعَلَت إعادة تسليح الجيش البريطاني بمدافع مضادة للدبابات ضرورة قصوى، بالتالي اتُّخِذ القرار بالاستمرار في تصنيع مدافع 2-رطل، ذلك لتجنُّب إضاعة الوقت، حيث أن المصانع كانت تحتاج مزيدًا من الوقت كي تتجهز لتصنيع مدفع 6-رطل القادم، بالإضافة أنه حتى بعد تصنيعه كان سَيَسْتَلْزِم من الجيش أن يُعِيد تدريب الجنود لاستخدام المدفع الجديد والتَّأَقْلُم معه. بالإضافة إلى أن التَّقْدِيرات في ذلك الوقت قالت أن مجهود تصنيع 100 مدفع 6-رطل يُعَادِل تصنيع 600 من مدافع 2-رطل. أدَّى كل ذلك إلى تأخير تصنيع مدفع 6-رطل حتى نوفمبر 1941م، ولم يَدْخُل الخِدْمَة حتى مايو 1942م.
على عكس مدفع 2-رطل، كان يُحْمَل المدفع الجديد على عَرَبَة تقليدية ثنائية العَجَلَات مزوَّدَة بِدِعَامَتَيْن خَلْفِيَّتَيْن مُنْفَصِلَتَيْن. إن نموذج إم كي 2 (Mk II) الذي صُنِع في عملية الإنتاج الشَّامل يختلف عن نموذج إم كي 1 (Mk II) الذي صٌنِع في مرحلة ما قبل الإنتاج، حيث أن نموذج إم كي 2 امتلك مَاسُورَة مدفع أَقْصَر من ماسورة إم كي 1 (قُطْرُهَا 43 إنشًا)، وذلك بسبب نَقْص آلات الخِرَاطة التي تصنع تلك المواسير. أما نموذج إم كي 4 (Mk IV) فقد زُوِّد بماسورة مدفع قطرها 50 إنشًا، بالإضافة إلى مَكْبَح ارتداد في نهايتها. وصُنِعَت دروع جانبية اختيارية الاستخدام للمدفع، وذلك لتزويد الكتيبة بدرجة أعلى من الحماية، ولكن يبدو أن تلك الدروع استُخْدِمَت بشكل نادر.
استبدل الجيش البريطاني مدفع 2-رطل في الدبابات بمدفع 6-رطل الجديد متى ما كان ذلك ممكنًا، واستدعى ذلك العمل على تعديل تصاميم أبراج الدبابات القديمة التي تستخدم مدفع 2-رطل، مما أدى إلى تأخير إنتاج دبابات جديدة مصممة أساسًا لاستخدام مدفع 6-رطل. وكان من تلك الدبابات المُعَدلَّة لاستخدام المدفع الجديد: دبابة تشرشل إصدار ماركس 3، ودبابة فالنتاين إصدار مارك 9، ودبابة كروسيدر إصدار مارك 3، كل تلك الإصدارات دَخَلَت الخدمة خلال عام 1942م. وتطلب التعديل أن يَنْقُص عدد طاقم البرج في دبَّابَتَيْ فالنتاين وكروسيدر شخصًا واحدًا. أما الدبابات الجديدة المصممة خصيصًا لاستخدام مدفع 6-رطل فكانت: دبابة كافيلير التي عانت مجموعة من المشاكل، ودبابة كرومويل، ودبابة سينتور. عندما دخلت دبابة كرومويل ساحة القتال سنة 1944م، كانت مزوَّدَة بمدفع من عيار 75 ميليمترًا سريع الإطلاق، ذلك المدفع كان عبارة عن نسخة مُعَدَّلَة لمدفع 6-رطل بحيث يستطيع استخدام الذخيرة الأمريكية ذات عيار 75 ميليمترًا، كما أنه أكثر فعالية في مواجهة الأهداف. كما وُضِع مدفع 6-رطل في عَرَبَة إيه إي سي المُدَرَّعَة طراز مارك 2 (AEC Armoured Car Mark II).
على الرغم من أن مدفع 6-رطل ظل قادرًا على المنافسة خلال الحرب إلى حد ما على الأقل، إلا أن الجيش البريطاني بدأ بتطوير أسلحة أكثر قوة سنة 1942م. فكان الهدف هو إنتاج مدفع يمتلك الأبعاد العامة والوزن الخاص بمدفع 6-رطل، ولكن بأداء مُحَسَّن. أول الإصدارات المُحَسَّنَة كان مدفع 8-رطل ذو عيار 59 ميليمترًا الذي تبيَّن فيما بعد أنه ثقيل جدًّا بالنسبة لاستعماله نفس استعمال مدفع 6-رطل. وجاءت ثاني المحاولات بمدفع ذي عيار 48 ميليمترًا، ولكنه
تبين أن له أداءًا أفضل بشكل هامِشِيّ فقط، وأُلْغِي برنامج التحسين في يناير 1943م.
استمرّ إنتاج مدفع 6-رطل في الجيل التالي من الأسلحة البريطانية، حيث بُنِي عليه مدفع 17-رطل سريع الإطلاق، والذي بدأ استخدامه في فبراير سنة 1943م. واستمر الجيش البريطاني باستخدام مدفع 6-رطل خلال باقي فترة الحرب العالمية الثانية وحتى 20 عامًا بعدها، باعتباره ذو حجم أقل وقدرة أكبر على الاستخدام في المُنَاوَرَات. وأُنْتِج المدفع أيضًا في كندا وجنوب إفريقية، حيث أنتجت مصانع الذخائر المشتركة فِيهِمَا 300 مدفع منها.

## الإنتاج
| السنة               | 1941 | 1942   | 1943   | 1944  | 1945 |
| عدد المدافع المُنْتَجَة | 201  | 17,854 | 16,586 | 1,964 | -    |

### الإنتاج الأمريكي
| السنة               | 1942  | 1943  | 1944  | 1945  | المجموع |
| عدد المدافع المُنْتَجَة | 3,877 | 5,856 | 3,902 | 2,002 | 15,637  |

جاءت فكرة صناعة مدفع 6-رطل في الولايات المتحدة من إدارة الأسلحة في الجيش الأمريكي في فبراير 1941م. كان الجيش الأمريكي يفضل استخدام مدفع إم 3 عيار 33 ملم، ولكن جرى التخطيط لإنتاج مدفع 6-رطل لغايات الإعارة والتأجير للدول الأخرى. وسُمّيَت النسخة الأمريكية باسم مدفع إم 1 عيار 57 مم، وصُنِّف المدفع الأمريكي على أنه بديل نموذجي لمدفع 6-رطل إصدار مارك 2، وكانت قد وَصَلَت سابقًا وِحْدَتَان من المدفع الأخير إلى الولايات المتحدة من بريطانيا. وبسبب توافر كمية استيعابية كافية من آلات خراطة مواسير مدافع الدبابات في الولايات المتحدة، أُنْتِجَت ماسورة الدبابة منذ بداية التنصيع بالطول المطلوب غير منقوص. بدأ التصنيع في أوائل عام 1942م واستمرّ حتى 1945م. صنعت الولايات المتحدة إصدارًا آخر من المدفع تحت اسم إم 1 إيه 1، حيث اسْتُخْدِمَت فيه الإطارات والعَجَلَات القتالية الأمريكية. أما إصدار إم 1 إيه 2 الصادر في سبتمبر 1942م فقد تَبَنَّى الأسلوب البريطاني في التَّسْديد الحُر، أي أنه يمكن تحريك ماسورة من مؤخرتها للأمام والخلف بدلًا من ثباتها في مكان واحد وتحريك المدفع كله لإرجاعها أو تقديمها. وقُدِّم إم 1 كإصدار قياسي في ربيع عام 1943م. طُوِّرَت عَرَبَة حاملة أكثر استقرارًا للمدفع إلا أنها لم تُصَنَّع. وبمجرد دخول المدفع من عيار 57 مم في العمل العسكري الأمريكي، تَقَدَّم إصدار معدل منه (إم 1 إيه 3) ذو نُقْطَة للسَّحب مخصص للاستخدام الأمريكي. وكانت الشَّاحنات من نوع دودج دبليو سي-63 5.5 طن 6x6 ونصف المجنزرة من نوع إم 2 ضمن السيارات التي استُخْدِمَت لجر المدفع الأمريكي.
أُرْسِلَ ثُلُثَا الإنتاج الأمريكي (10,000 مدفع) إلى القوات العسكرية الأمريكية في أوروبا. كما وَصَل ثُلْث الإنتاج تقريبًا (4,200 مدفع) إلى المملكة المتحدة انطلاقًا من سياسة الإعارة والتأجير، كما أُرْسِل 400 مدفع أيضًا إلى روسيا. وحينما أعادت الولايات المتحدة تسليح وتجهيز القوات العسكرية الفرنسية التابعة لفرنسا غير المحتلة لغايات إنزال نورماندي، وزُوِّدَت الوحدات العسكرية المضادة للدبابات فيها بمدافع إم 1 أمريكية الصُّنْع. تأخر تصنيع وإنتاج قذائف المدفع عن المدفع نفسه في أمريكا، أي أن المدفع تصمم وصنع قبل القذائف الخاصة به، بالتالي فإنه حينما دخل حيز الاستعمال لم تتوافر سوى القذائف الخارقة للدروع. ولم تتوافر القذائف شديدة الانفجار قبل نهاية إنزال نورماندي وتم شراء القذائف البريطانية لتعويض نقص وجودها. وتوقف الاستخدام المعتاد لتلك المدافع في وِحْدات الجبهة
الأمامية للجيش الأمريكي في خمسينيَّات القرن العشرين.

## تاريخ الخدمة

### الخدمة في بريطانيا

#### مدفع مضاد للدبابات

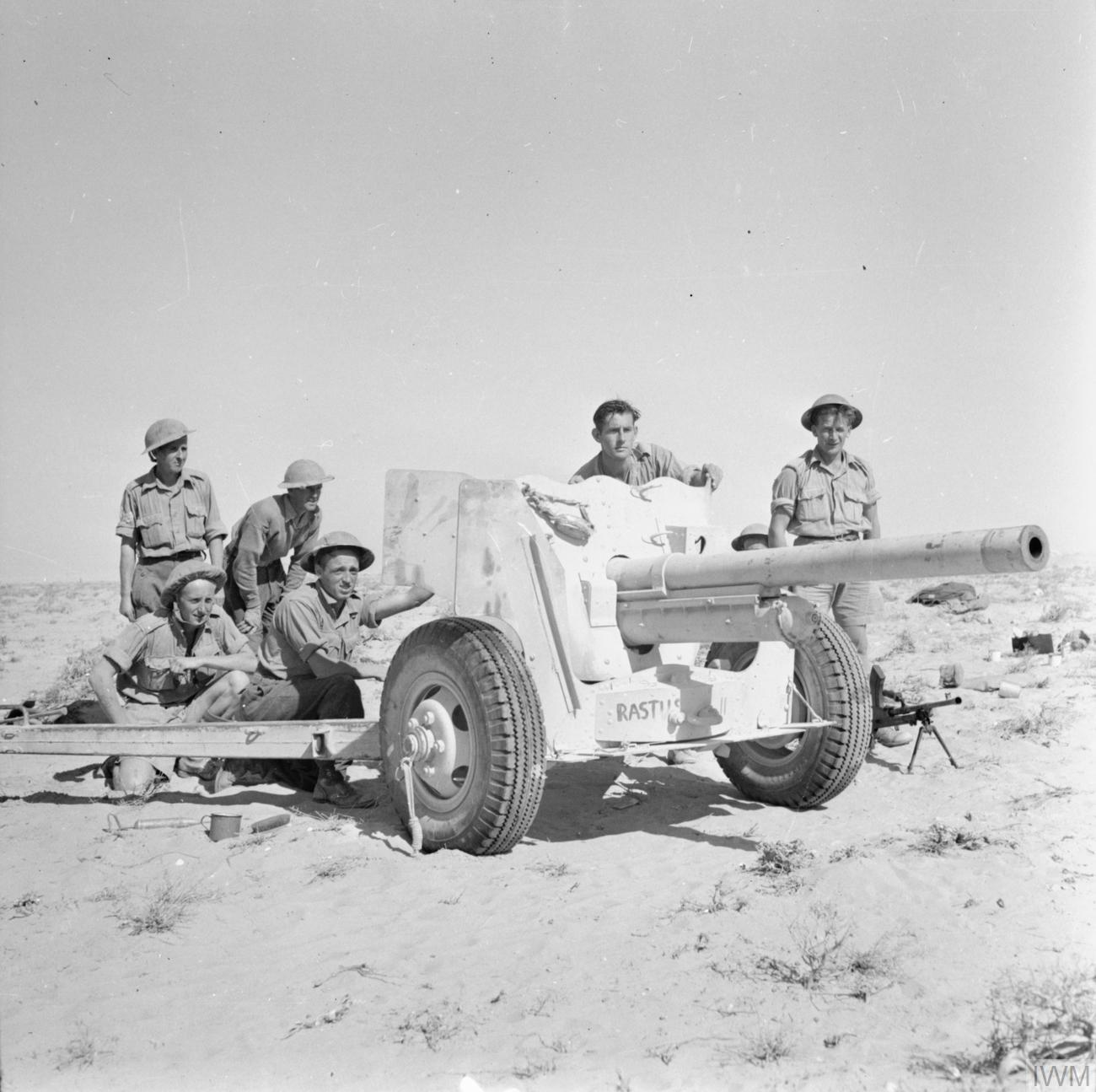
مدفع 6-رطل مع الفريق العامل عليه خلال أحداث الصحراء الغربية، نوفمبر 1942م

أُعْطِيَت مدافع 6-رطل (ومدافع إم 1 أمريكية الصنع التي أُرْسِل منها 4,242 مدفعًا إلى بريطانيا) إلى الأفواج المضادة للدبابات التابعة للمدفعية الملكية البريطانية والمخصصة لمرافقة فِرَق المشاة والقوات المُدَرَّعة في ساحات القتال الواقعة في الغرب، حيث أُعْطِي لكل فوج منها 4 بطاريات صاروخية في كل منها 12 مدفعًا، ولاحقًا في الحرب أصبحت كل كتيبة يرافقها فَصِيل مضاد للدبابات يمتلك 6 مدافع. أما كتائب الإنزال الجوي فرافقت كل واحدة منها كتيبة مضادة للطائرات والدبابات فيها فَصِيلَان لكل واحد منهما 4 مدافع. أما ساحات القتال في الشرق الأقصى، فأُعْطِيَت أولوية أقل، وتنظيمًا مختلفًا، ذلك لأن مستوى تهديد الدبابات هناك أقل من الغرب. واسْتُخْدِم المدفع أيضًا في قوات دول الكُومُنْوِلْث بطريقة مشابهة للطريقة البريطانية. كانت ذخيرة المدافع المضادة للدبابات عبارة عن القذائف الخارقة للدروع التقليدية فقط، ولكن القوات البريطانية بحلول يناير 1943م تَزَوَّدَت بالقذائف المُغَلَّفة الخارقة للدروع والقذائف الخارقة للدروع ذات الغلاف البالستي. وصُنِعَت قذائف شديدة الانفجار لاستخدامها ضدّ الأهداف غير المُدَرَّعَة مثل المُشاة.
وبدأ مدفع 6-رطل العمل لأول مرة في مايو 1942م في معركة عين الغزالة، وهناك أحْدَث تغييرًا مباشرًا على الأحداث في ساحة المعركة، لأن قذائفه استطاعت اختراق جميع دبابات العدو التي كانت تعمل وقتها. وفي حَدَث آخر أكثر شهرة، تَمَكَّنَت الكتيبة الثانية التابعة للواء البنادق البريطاني والفرقة المدفعية الملكية المضادة للدبابات رقم 239 باستخدام مدافع 6-رطل من تدمير 15 دبابة لقوات المحور خلال أحداث آوتبوست سنايب في مصر، وذلك ضمن معركة العَلَمَيْن الثانية. وخلال الأعوام التالية، امتلكت القوات الألمانية دبابات أثقل وأنزلتها ساحة المعركة، مثل دبابتَيْ تايجر 1 وبانثر الشَّهِيرَتَيْن. وأصبحت القذيفة التقليدية لمدفع 6-رطل غير فعالة ضد الدرع الأمامي لتلك الدبابات مهما كانت مسافة الإطلاق قريبة، ولكنها أثبتت فعاليتها في اختراق مؤخرة الدبابات وجانِبَيْها اللذان يمتلكان دروعًا أقل من المقدمة.

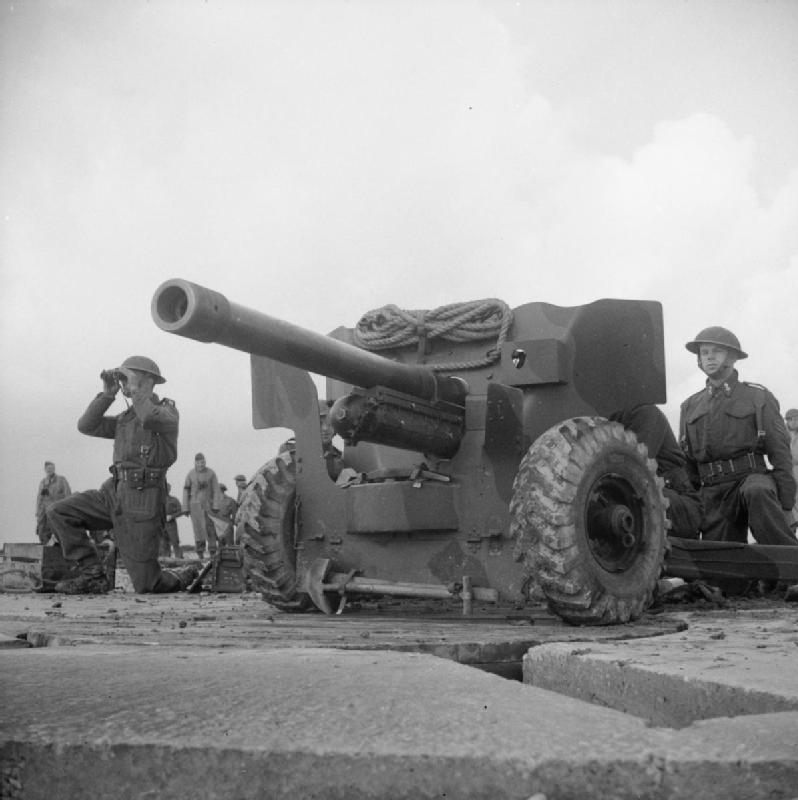
مدفع خاص بالكتيبة المضادة للدبابات رقم 86 يستعد للإطلاق خلال إجراء تدريبيّ في أحد حقول الرماية الخاصة بالمدفعية الملكية البريطانية.

ويعود الفضل إلى طلقات مدافع 6-رطل في إنجاح أول عملية إعاقة لدبابات تايجر الألمانية في شمال إفريقية، حيث قَضَت مدافع 6-رطل المضادة للدبابات على دبابتَيْ تايجر، بينما استطاع فوج الدبابات الملكي رقم 48 تدمير أول دبابة تايجر على يد قوات الحلفاء في معركة بين الدبابات، حيث استخدمت القوات البريطانية لذلك دبابة تشرشل التي دمرت دبابتَيْ تايجر 1 (وكانت الوحدة العسكرية نفسها قد سَجَّلَت فيما بعد أول تدمير لدبابات البانثر على يد الحلفاء، وذلك في إيطاليا بتاريخ مايو-1944م). واستطاعت وِحْدة الحصان الإيرلندي الشمالي إعاقة دبابة من نوع تايجر 131 والاستيلاء عليها بعدما تخلَّى طاقمها عنها، وذلك بعد تَلَقِّيها العديد من قذائف المدافع، خاصة تلك التي ضَرَبَت حَلَقَة تَدْوير برج الدبابة، مما أفقد البرج القدرة على الحركة، بالتالي أفقد الطاقم القدرة على توجيه مدفع الدبابة. وتَحَسَّن وَضْع المدفع نوعًا ما عند تطوير قذائف خاصة به أكثر تعقيدًا، مثل القذائف الخارقة للدروع ذات الغلاف البَالِسْتِي، والقذائف الخارقة للدروع التي لها نَعْل ينفصل في الجو. توافرت تلك القذائف ابتداءًا من عام 1944م، وقد جَعَلَت المدفع فَعَّالًا في اختراق الدروع الأمامية لدبابات تايجر وبانثر.
في الأفواج التابعة لقوات المدفعية الملكية البريطانية، استُخْدِم مدفع 17-رطل إلى جانب مدفع 6-رطل ابتداءًا من عام 1943م، أما عند قوات المشاة، فقد بقي مدفع 6-رطل هو الوحيد المستخدم في مواجهة الدبابات حتى عام 1951م، بعدها أعلن الجيش البريطاني الاستغناء عنه، واستبدله جيش الراين البريطاني بمدفع 17-رطل.

#### مدفع مولينز

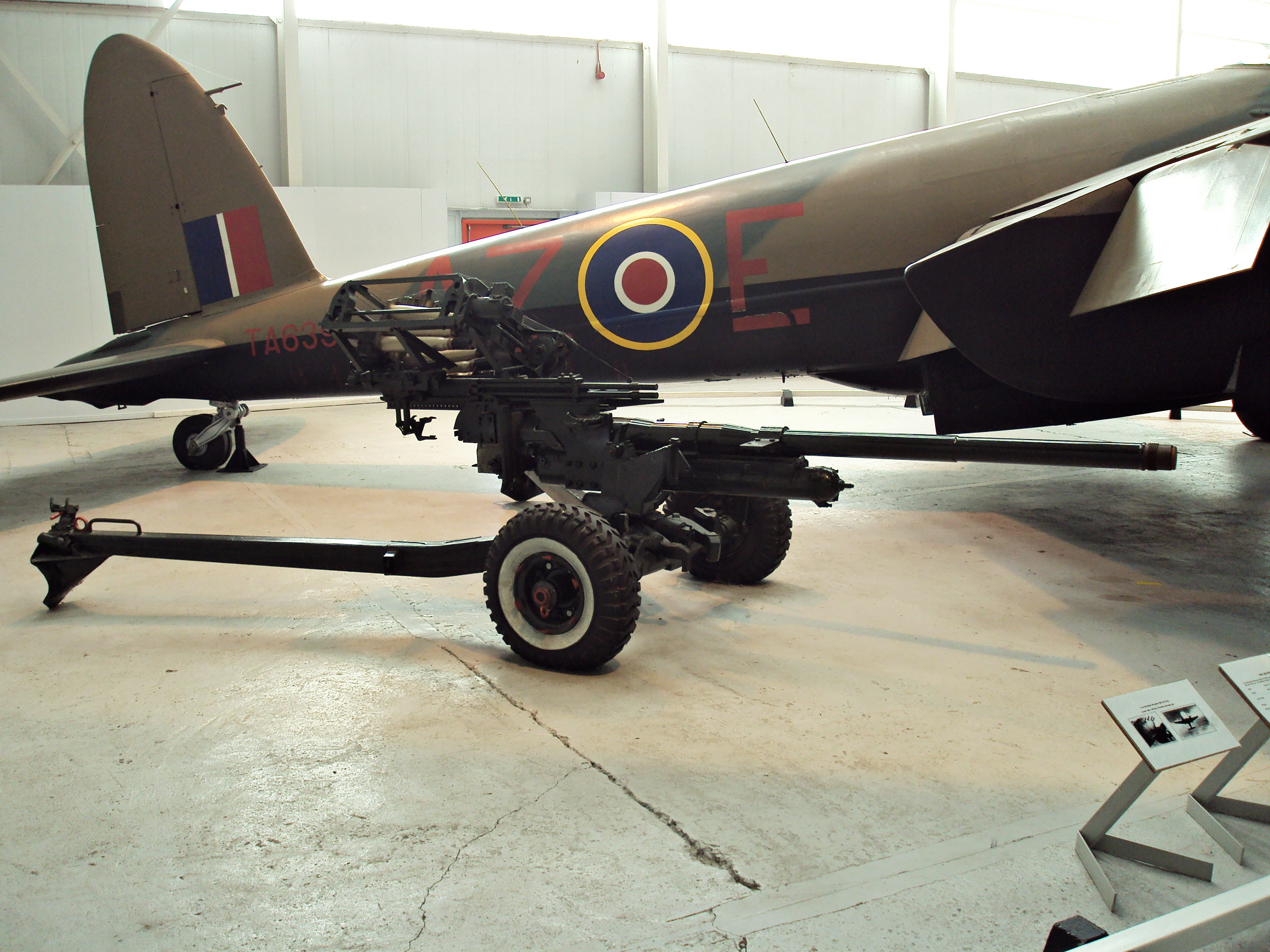
مدفع 6-رطل مع نظام مولينز للتحميل الآلي.

اسْتَعْمَلَت البحرية الملكية البريطانية مدفع 6-رطل بشكل مُكَثَّف في القَوَارِب الآلية المُسَلَّحة بالمدافع خلال الحرب العالمية الثانية (خصوصًا في قوارب الطُّوربيد من نوع فيرمايل دي). ورُكِّب المِدْفَع على قاعدة تعمل بالطاقة الهيدروليكية مزودة بنظام تحميل قذائف طَوَّرَتْه شركة مولينز ماشينز المحدودة، ذلك النظام أدَّى إلى تمكين المدفع من إطلاق رِشَقَات صاروخية متكوِّنَة من 6 قذائف بمعدل قذيفة لكل ثانية. وكانت جميع تلك المدافع تمتلك ماسورة الإطلاق القصيرة ذات عيار 43، وكانت تَسْتِخْدِم حَصْرًا القذائف شديدة الانفجار التي تمتلك سرعة انطلاق أقل بكثير من القذائف الخارقة للدروع، وذلك بسبب استخدام وُقُود لا يُصْدِر وَمِيضًا لإطلاق القذائف، وذلك لغايات العمليات الليلية لتجنُّب انكشاف مكان القارب بسبب الوميض. وأُطْلِق على المدفع المستخدم بالبحرية اسم مدفع 6-رطل سريع الإطلاق إم كي آي آي إيه (QF 6-Pounder Mk IIA)، وصٌنِع منه حوالي 600 قطعة.

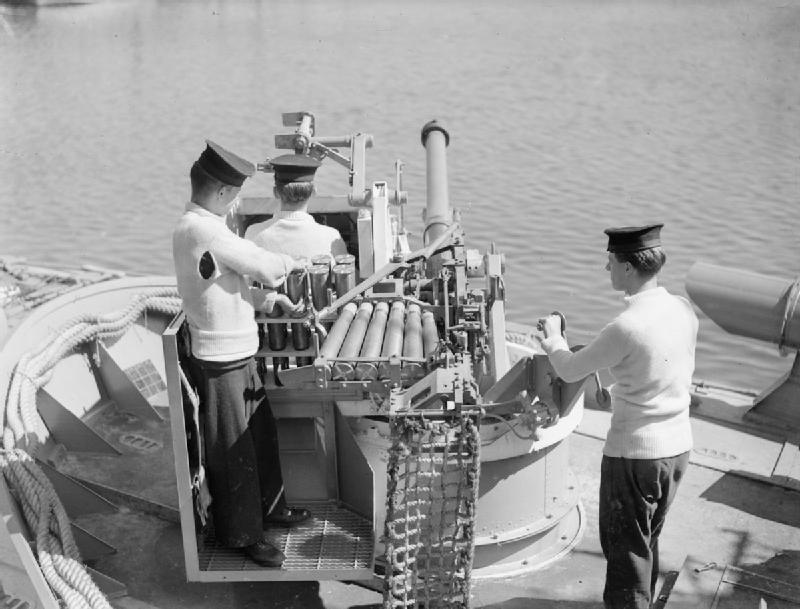
مدفع يستخدم نظام مولينز الآلي لتحميل القذائف، وذلك على متن قارب طُورْبِيد من نوع فيرمايل دي تابع للبحرية الملكية البريطانية، وذلك خلال الحرب العالمية الثانية.

استُعْمِل نظام تحميل القذائف الآلي أيضًا في عدد صغير من طائرات القوات الجوية الملكية من نوع دي هافيلاند موسكيتو التابعة للقيادة الساحلية. وكان يُشَار إلى تلك الطائرات باسم تسي تسي (نسبةً إلى ذبابة تسي تسي). بشكل رسميّ، كان اسمه مدفع 6-رطل سريع الإطلاق فِئَة إم مارك 1 مع نظام تحميل آلي طراز إم كي 3، وامتلك ماسورة الإطلاق الطويلة (عيار 50 إنشًا). وكان مدفعًا آليًا بشكل كامل، ويُطْلِق النار بمعدل 55 قذيفة في الدقيقة، أما مُعَدِّل تحميل القذائف عليه فكان 21 قذيفة في الدقيقة. وكان الهدف من ذلك المدفع هو مواجهة غواصات يو بوت الألمانية، حيث استطاعت قَذَائِف المدفع الصَّمَّاء (بدون مواد متفجرة) الخاصة به اختراق هياكل الغواصات على عُمْق 2 قدم (61 سم) تحت الماء ومن ارتفاع 1,400 متر في الجو. واسْتُخْدِم السلاح في إغراق غواصات اليو بوت، وفي مناسبة واحدة استُخْدِم في إسقاط طائرة من نوع جَانْكَرْس 88، وذلك أثناء الاشتباك مع غواصة من نوع آي-29 قبالة منطقة كيب بيناس. واسْتُبْدِل المدفع في عام 1943م بصواريخ الجو-أرض من نوع آر بي-3 عيار 3 إنش التي كانت أخَفّ وأسهل بالحركة ولكن دِقَّتَها في إصابة الأهداف أقل.

### الخدمة في الولايات المتحدة

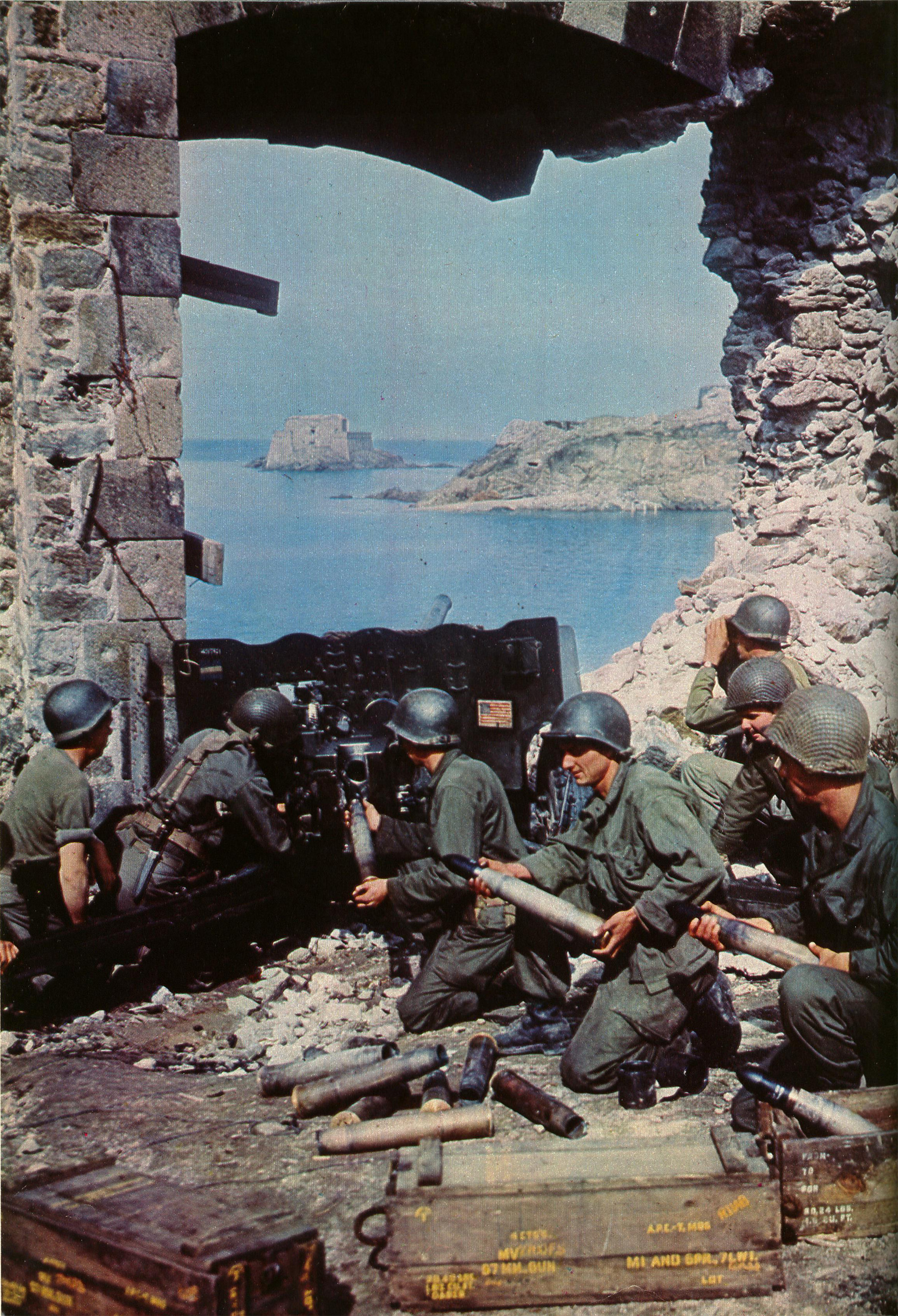
مدفع إم 1 عيار 57 ملم يُطْلِق النار على مستودع ألماني بالقرب من مدينة سان مالو، بروتاني.

في ربيع عام 1943م، وفي ضوء أحداث حملة شمال إفريقية، تَنَبَّهَت إدارة قوات المشاة في الجيش الأمريكي إلى أنها بحاجة لاستعمال مدفع مضاد للدبابات أثقل من مدفع إم 3 عيار 37 ميليمترًا. أُدْخِل مدفع 6-رطل البريطاني الخدمة الأمريكية تحت مُسَمَّى إم 1 عيار 57 ميليمترًا، وذلك تِبعًا للقواعد الأمريكية في تسمية الأسلحة.
وكان إدخال هذا المدفع في الخدمة الأمريكية مُخَالِفًا لآراء أعضاء مجلس إدارة قوات المشاة الأمريكية الذين اعتقدوا أن المدفع ثقيل جدًّا. ولكن لجنة الأسلحة كان لها رأي آخر، حيث شَعَرَت أنه سلاح يمتلك قوة أكبر، ومن الجواب إدخاله في الخدمة. ورفضت قوات الإنزال الجوي وقوات الفرسان استعماله.
واستنادًا إلى جدول التنظيم والتجهيز الخاص بالجيش الأمريكي، فإنه ابتداءًا من 26 مايو 1943م، ضَمَّت فِرْقَة تابعة لأحد الأفواج المضادة للدبابات 9 مدافع عيار 57 ملم، وكل كتيبة فيها ضَمَّت فَصِيلًا مضادًّا للدبابات يمتلك كل واحد منها 3 من تلك المدافع، مما يجعل المجموع 18 مدفعًا لكل فَوْج. واسْتُخْدِمَت الشاحنات من نوع دودج دبليو سي-63 5.5 طن 6x6 وكذلك دودج دبليو سي-62 من نفس الفئة في عملية جَرّ المدفع ونقله من مكان لآخر، وذلك عوضًا عن شاحنات الـ3/4 طن التي كانت تستخدم في جَرّ مدفع 37 ملم السابق. وبسبب الإدخال غير المتوقع لمدفع 57 ملم في الخدمة، كانت القذائف الخَارِقَة للدروع هي النوع الوحيد من الذخائر الخاصة به التي تُصْنَع في الولايات المتحدة.
وبحلول منتصف عام 1944م، أصبح مدفع إم 1 المدفع المضاد للدبابات الأساسي عند قوات المشاة الأمريكية في الجبهة الغربية، كما أن أعداد مدافع إم 1 تجاوزت مدافع إم 3 بين القوات الأمريكية على الجبهة الإيطالية.
وأظهرت تحضيرات إنزال نورماندي حاجة إضافية إلى امتلاك مدفع مضاد للدبابات بدلًا عن المدفع عيار 37 ملم. كانت قيادة قوات الإنزال الجوي في صيف عام 1943م قد رَفَضَت استعمال مدفع إم 1 عيار 57 ملم، وذلك بِحُجَّة أنه غير مناسب للإنزال الجوي باستخدام الطائرة الشِّرَاعِيّة بسبب وزنه الثقيل، ويُظْهِر جدول التنظيم والتجهيز الخاص بالجيش الأمريكي أنه حتى عام 1944م كانت لا تزال قوات الإنزال الجوي مُحْتَفِظة بالمدافع ذات عيار 37 ملم. ولكن الأمر اختلف في نورماندي، حيث أنهم احتاجوا إلى زيادة قوتهم النارية، بالتالي أعِيد تسليح الفِرْقَتَيْن 82 و101 التابعتين لقوات الإنزال الجوي بمدافع 6-رطل بريطانية الصُّنْع، وكانت العَرَبَات الحاملة لها من طراز إم كي 3 الضَّيِّقة والمصممة خصيصًا كي تُنْقَل باستعمال الطائرات الشراعية. وزُوِّدَت الكتيبة المضادة للطائرات بـ24 مدفع 6-رطل، بالإضافة إلى تزويد كل كتيبة إنزال جوي بـ9 منها لغايات الإنزال في نورماندي. وخلال القتال الجاري في إنزال نورماندي، استعمل الجنود المِظَلِّيُّون تلك المدافع ضد المُدَرَّعَات الألمانية بالقرب من منطِقَتَيْ سأنت مير إيجليس وكارنتان. وعلى أية حال، لم يواجه الجنود الأمريكيون هناك سوى عدد قليل من الدبابات الألمانية التي كان معظمها مستعملًا للدعم فقط، بالتالي أصبحت مهمة المَدَافِع هي مواجهة المشاة وليس المدرعات، ولكنها لم تمتلك سوى القذائف الخارقة للدروع المخصصة لمواجهة الدبابات، وهذا ما أعطى أهمية وتتأثيرًا أكبر لنقص القذائف شديدة الانفجار.
واستُخْدِمَت مدافع 6-رطل البريطانية المحمولة على عَرَبَات إم كي 3 من قِبَل الفِرْقة الأمريكية المضادة للدبابات رقم 442 كجزء من قوات الغزو بالطائرات الشراعية التابعة لفَوْج المشاة المِظَلِّيِّين رقم 517، وهي قوة الإنزال الجوي الأولى في عملية دراغون (غزو جنوب فرنسا).
أدَّت محدودية أنواع الذخائر المتوافرة لمدفع 6-رطل إلى تقليل فعاليته في دعم قوات المشاة. ولم تَصِل القذائف شديدة الانفجار إلى ساحة القتال إلا بعد انتهاء معركة نورماندي، ذلك بالرغم من أن الوِحْدات العسكرية الأمريكية تَمَكَّنَت في بعض الأوقات من الحصول على كميات محدودة من القذائف شديدة الانفجار القادمة من الجيش البريطاني. ولم تنتشر قذائف الشظايا المضادة للأشخاص بكميات كبيرة حتى بداية عام 1945م. وحصلت القوات الأمريكية على بعض القذائف البريطانية الخارقة للدروع التي لها نعل ينفصل في الجو، ذلك بالرغم من أن الولايات المتحدة لم تصنع يومًا ذلك النوع من القذائف.

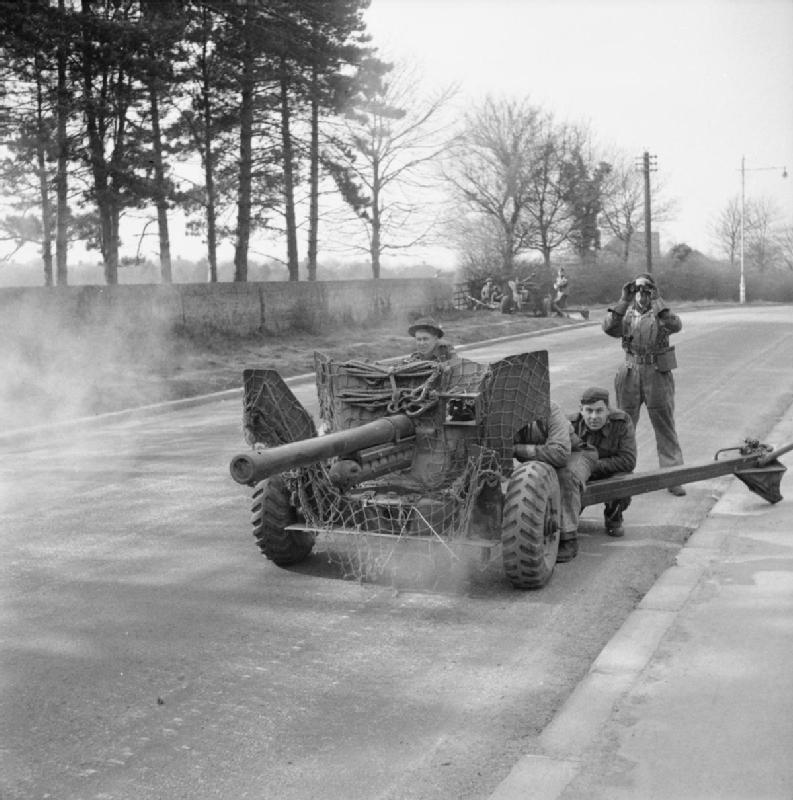
مجموعة جنود كنديين يركبون مدفع 6-رطل في إجراء تدريبيّ، 9 مارس 1943م

وابتداءًا من يوليو، اشتَبَكَت القوات الأمريكية مع دبابات البانثر الألمانية، حيث تبين أن قذائف مدفع إم 1 عيار 57 ملم قادرة على اختراقها من الجوانب فقط. كانت المدافع المضادة للدبابات التي تَجُرٌّها الشاحنات أقل فاعلية في الأراضي المليئة بالأشجار، وذلك بسبب صعوبة نَقْلها وتحريكها هناك. ولكن عندما بدأ الألمان هجومهم في أغسطس، كانت تلك المدافع فَعَّالة في الدفاع عن قوات المشاة.
أدَّى ذلك كله إلى إدراج تلك المدافع ضمن جدول التنظيم والتجهيز الخاص بالجيش الأمريكي بشكل رسمي، وذلك ابتداءًا من ديسمبر 1944م. واستنادًا إلى جدول التنظيم والتجهيز، فإن هناك لواءًا تَزَوَّد بـ50 مدفعًا منها: 8 أُعْطِيَت لقوات المدفعية، و24 للكتيبة المضادة للطائرات، و18 لفَوْج الإنزال الجوي، أما قوات المجوقلة فلم تمتلك مدافعًا مضادة للدبابات. وكان يشار للمدافع البريطانية ببساطة باسم مدافع 57 ملم.
وقُبَيْل نهاية الحرب، أصبحت المدافع التي تَجُرُّها الشاحنات غير مرغوب بها بسبب محدودية حركتها وتَنَقُّلِهَا مقارنةً بالمدافع ذاتية الحركة. واسْتُخْدِمَت مدافع 57 ملم في كتائب المشاة. وعلى أية حال، ومع وجود عدد قليل فقط من الدبابات الواجب مواجهتها، سُحِبَت مدافع 57 ملم من بعض الوِحْدات التي كانت تمتلكها، وأُعِيد توزيع تلك الوحدات على أساس أنها مسلحة بالبنادق فقط، مع إمكانية امتلاكها للبازوكا. خَرَج مدفع إم 1 من الخدمة من الجيش الأمريكي بعد فترة قصيرة من انتهاء الحرب.

### أماكن استخدام أخرى

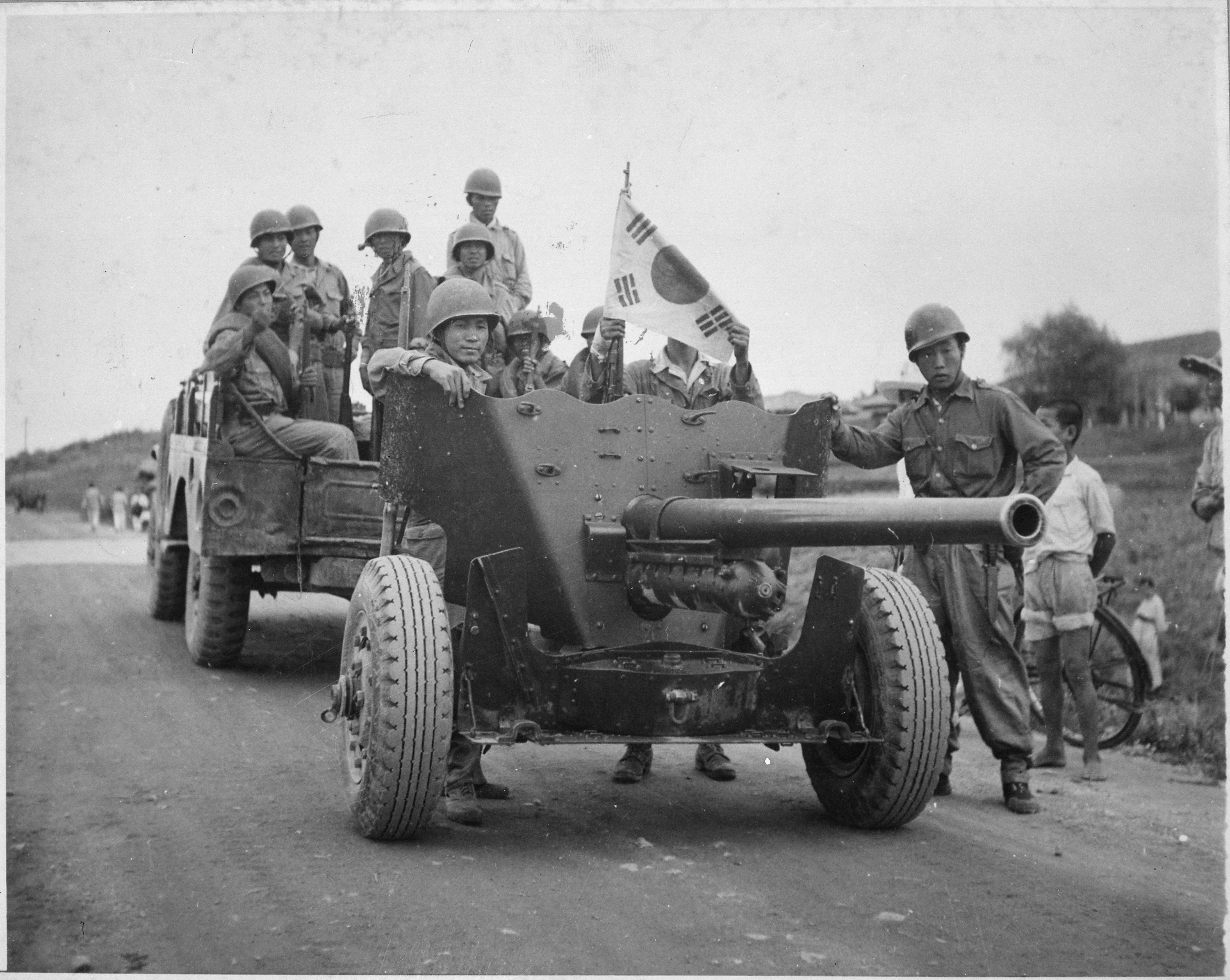
استخدام الجيش الكوري الجنوبي لمدفع إم 1 خلال الحرب الكورية.

إضافةً إلى استعماله في جيوش الولايات المتحدة وبريطانيا وباقي دول الكُومُنْوِلْث، تم توريد مدفع إم 1 عبر برنامج الإعارة والتأجير إلى قوات فرنسا الحرة (653)، والاتحاد السوفييتي (400)، والبرازيل (57). كما ان القوات الألمانية استخدمته حينما استطاعت الاستيلاء على وِحْدَات منه في المعارك، وكانت التسميات الألمانية للمدفع هي مدفع باك 209 عيار 5.7 سم (إي) ومدفع باك 202 عيار 5.7 سم (إيه). واستَعْمَل الجيش الإسرائيلي مدافع 6-رطل في خمسينيَّات القرن العشرين، حيث زَوَّد به الكتائب المضادة للدبابات داخل الألوية، وكذلك الفصائل المضادة للدبابات داخل الكتائب (حُلَّت الفصائل المضادة للدبابات في 1953م). وبحلول سنة 1955م، امتلكت القوات الإسرائيلية 157 قطعة من المدفع، بالإضافة إلى شراءها 100 أخرى من هولندا سنة 1956م، ولكن ذلك كان في وقت متأخر بحيث أن الإسرائيلين لم يستطيعوا الاستفادة منه في أزمة العدوان الثلاثي على مصر. وكانت بعض تلك المدافع توصف بأنها «مدافع من عيار 57 ملم، مُطَابِقة تقريبًا لمدافع 6-رطل وتُطْلِق نفس القذائف خاصته»، وهذا يعني أنها على ما يبدو مدافع إم 1 أمريكية الصنع. وكانت قوات الجيش العربي التابعة للأردن قد سَبَقَت إسرائيل في استعمال مدفع 6-رطل، حيث أنها استعملَتْه في معارك اللطرون عام 1948م التي انتصرت فيها على القوات الإسرائيلية. واستطاع الجيش الإيرلندي الحصول على ستة من مدافع 6-رطل المضادة للدبابات في أواخر أربعينيَّات القرن الماضي. ويُعْتَبَر مدفع إم 1 عيار 57 ملم الأمريكي رائجًا بين مٌسْتَخْدِمِي المدفعية المعاصرين، ذلك لأن له مخزونًا كبيرًا نسبيًّا من القذائف والأَغْلِفَة. وتُفِيد التقارير بأن المدفع لا يزال مستعملًا حتى اليوم في جيوش بعض دول أمريكا الجنوبية، وفي مواقع خَفَر السواحل الخاصة بالحاميات العسكرية للجزر النائية التابعة لجيش الجمهورية الصينية.
وخلال الحرب الأهلية النيجيرية الممتدة من 1967 وحتى 1970م والتي دارت بين قوات بيافرا والجيش الفيديرالي النيجيري، اسْتَخْدَم كِلَا الجيشين مدافع 6-رطل في القتال.

## الإصدارات
- إم كي 1: إصدار ذو ماسورة إطلاق قُطْرُهَا 50 إنشًا، وكان إنتاجه على نطاق محدود.
- إم كي 2: أول إصدار يُصَنَّع بكميات كبيرة. وفي هذا الإصدار جرى استخدام ماسورة إطلاق أقصر (قطرها 43 إنشًا) بسبب النَّقْص في معدات التصنيع.
- إم كي 3: إصدار الدبابة من مدفع إم كي 2.
- إم كي 4: يمتلك ماسورة قطرها 50 إنشًا بالإضافة إلى مَكْبَح ارتداد أُحَادِي الفتحة على الفُوَّهَة.
- إم كي 5: إصدار الدبابة من مدفع إم كي 4.
- مدفع إم فئة مولينز: مدفع 6-رطل مُزَوَّد بنظام آلي لتحميل القذائف من إنتاج شركة مولينز، وهي شركة متخصصة في إنتاج آلات صناعة السجائر. اسْتُخْدِم هذا الإصدار في قوارب الطُّوربيد التابعة للبحرية الملكية البريطانية وكذلك في طائرات دي هافيلاند موسكيتو التابعة لسلاح الجو المَلَكِي والتي كان يُشَار إليها باسم «تسي تسي».
- مدفع إم 1 عيار 57 ملم: إصدار أمريكي، وبالرغم من أنه مَبْنِي اعتمادًا على الإصدار إم كي 2، إلا أنه يمتلك ماسورة الإطلاق «الأصلية» ذات الـ50 إنشًا.

الأنواع البريطانية للعَرَبَات الحَامِلَة للمدفع:
- إم كي 1.
- إم كي 1إيه: عَرَبَة تمتلك مَحَاوِر دَوَرَان وعَجَلَات مختلفة.
- إم كي 2: تصميم مُبَسَّط.
- إم كي 3: مُعَدَّلة لاستعمال القوات المحمولة جوًّا.

الأنواع الأمريكية للعَرَبَات الحَامِلَة للمدفع:
- إم 1.
- إم1إيه1: عَرَبَة تستخدم إطارات وعَجَلَات أمريكية.
- إم1إيه2 (1942م): آلية حركة مُطَوَّرة تسمح بالحركة الحرة.
- إم2 (1944م): أُضِيفَتْ عَجَلَات مُتَمَحْوِرَة إلى الدعامة الخلفية اليمنى، كما عُدِّلَت أماكن مقابض التحكم بالدعامات الخلفية، كذلك وُضِع صندوق جديد لمعدات الصيانة.
- إم2إيه1 (1945م): معدات صعود مُطَوَّرَة.

## مركبات ذاتية الحركة

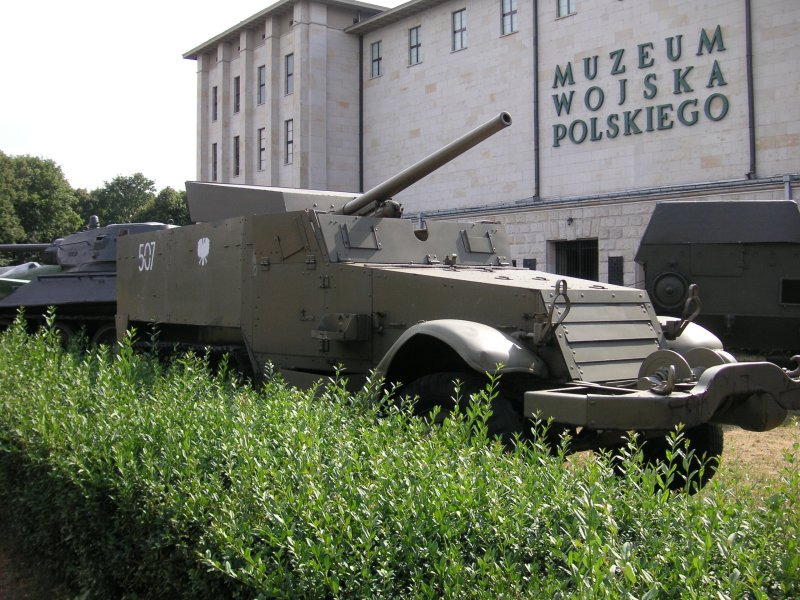
عربة تي48 الحاملة لمدفع 57ملم في واجهة متحف بولندا العسكري.

استُخْدِمَت إصدارات مدفع 6-رطل المخصصة للدبابات في دبابة كروسيدر إصدار مارك 3، ودبابة كافيلير، وسينتور في الإصدارَيْن إم كي 1 و2، وكرومويل من إم كي 1 حتى 3، وفالنتاين من إم كي 8 حتى 10، وتشرشل إم كي 3 و4، وكذلك في دبابة رام إم كي 2 الكندية، وفي دبابة لايت تي7إي2 الأمريكية التي تعتبر نموذجًا أوليًا لدبابات إم 7. وحَمَل مدفع ديكون الذي يسير على العجلات مدفع 6-رطل أيضًا، وكذلك مجنزرة ألْتِيكُو إم كي 2 التجريبية. وكانت «فايَرفلاي» مركبة تجريبية أخرى تَسَلَّحَت بمدفع 6-رطل، وهي مركبة مخصصة لتدمير الدبابات
وهي مبنيّة على سيارة استطلاع موريس الخفيفة. كانت المركبة الوحيدة الحاملة لمدفع 6-رطل التي دَخَلَت في عملية تصنيع واسعة هي نصف المجنزرة من نوع إم 3 المبنية على عَرَبَة تي48 الحاملة لمدفع عيار 57 ملم (المعروفة أيضًا باسمها السوفييتي: إس يو-57). توقَّف إنتاج سيارة تي18إي2 المُدَرَّعَة -المعروفة باسم بورهاوند في بريطانيا- بعد تصنيع 30 وِحْدَة منها. كما أُلْغِي مشروع لبناء مركبة مضادة للدبابات مزودة بمدفع إم 1 الأمريكي التي كان من المفترض أن تحمل اسم مركبة تي49 الحاملة لمدفع 57ملم، وذلك بعد تصنيع قطعة واحدة منها فقط. وكذلك الأمر مع مركبة تي44 الحاملة لمدفع 57ملم المبنية على هيكل حاملة البضائع من نوع 4×4 ¾ طن، حيث أُلْغِي المشروع بعد إجراء بعض الاختبارات.

## الذخيرة
كانت الذخيرة من النوع الثابت الذي يتكون من صاروخ (مع أداة اقتفاء مسار على قاعدته)، وحَشْوَة متفجِّرَة موضوعة في غلاف نحاسي، وفتيل لإشعال الانفجار يعمل بالاصطدام. كما استُخْدِمَت قذائف وهمية غير متفجرة مصنوعة من الخشب الثقيل لغايات التدريب. أما المادة الدافعة فكانت إما الكورديت أو النيهونيوم. أما الأخير فكان أكثر إحكامًا من الكورديت، حيث أنه كان هناك قطعة من الحشوة بين المادة الدافعة وقاعدة الصاروخ.
| النوع                                                            | الطِّرَاز              | الوزن                         | الحَشْوَة                | سرعة الإطلاق (من ماسورة قُطْرُها 43 إنشًا) | سرعة الإطلاق (من ماسورة قُطْرُها 50 إنشًا) |
| ---------------------------------------------------------------- | ------------------- | ----------------------------- | --------------------- | -------------------------------------- | -------------------------------------- |
| الذخيرة البريطانية                                               |                     |                               |                       |                                        |                                        |
| قذيفة خارقة للدروع                                               | إم كي إس من 1 حتى 7 | 2.86 كـغ (6 رطل 5 أونصة)      | -                     | 853 م/ث (2,800 قدم/ث)                  | 892 م/ث (2,930 قدم/ث)                  |
| قذيفة مُغَلَّفة خارقة للدروع (ابتداءًا من سبتمبر 1942م)               | إم كي 8تي           | 2.86 كـغ (6 رطل 5 أونصة)      | -                     | 846 م/ث (2,780 قدم/ث)                  | 884 م/ث (2,900 قدم/ث)                  |
| قذيفة خارقة للدروع ذات غلاف بالستي (ابتداءًا من يناير 1943م)      | إم كي 9تي           | 3.23 كـغ (7 رطل 2 أونصة)      | -                     | 792 م/ث (2,600 قدم/ث)                  | 831 م/ث (2,730 قدم/ث)                  |
| قذيفة خارقة للدروع صَلْبَة ومركَّبة (ابتداءًا من أكتوبر 1943م)         | إم كي 1تي           | 1.90 كـغ (4 رطل 3 أونصة)      | -                     |                                        | 1,082 م/ث (3,550 قدم/ث)                |
| قذيفة خارقة للدروع ذات نَعْل ينفصل في الجو (ابتداءًا من مارس 1944م) | إم كي 1تي           | 1.42 كـغ (3 رطل 2 أونصة)      | -                     | 1,151 م/ث (3,780 قدم/ث)                | 1,219 م/ث (4,000 قدم/ث)                |
| قذيفة شديدة الانفجار                                             | إم كي 10تي          | تقريبًا 3 كـغ (6 رطل 10 أونصة) |                       |                                        | 820 م/ث (2,700 قدم/ث)                  |
| الذخيرة الأمريكية                                                |                     |                               |                       |                                        |                                        |
| قذيفة خارقة للدروع                                               | إم 70               | 2.85 كـغ (6 رطل 5 أونصة)      | -                     |                                        | 853 م/ث (2,800 قدم/ث)                  |
| قذيفة خارقة للدروع ذات غلاف بالستي \شديدة الانفجار               | إم 86               | 3.30 كـغ (7 رطل 4 أونصة)      | دُنيت 34 غ (1.2 أونصة) |                                        | 823 م/ث (2,700 قدم/ث)                  |
| قذيفة شديدة الانفجار (سُمِح بها في مارس 1944م)                     | تي18\إم303          |                               |                       |                                        |                                        |
| قذيفة شظايا (بدأت صناعتها في يناير 1945م)                        | تي17\إم305          |                               |                       |                                        |                                        |

## الأداء
أثبت المدفع أنه يستطيع بنسبة 90% إصابة نقطة داخل مساحة 3×4 أقدام (1.22×0.91 مترًا) التي يكون مركزها نقطة توجيه المدفع، وذلك حينما يكون المدفع على بُعْد 800 ياردة (730 مترًا).
| نوع القذيفة                              | 100 م (110 يارد)   | 500 م (550 يارد)   | 1,000 م (1,100 يارد) | 1,500 م (1,600 يارد) | 2,000 م (2,200 يارد) |
| ---------------------------------------- | ------------------ | ------------------ | -------------------- | -------------------- | -------------------- |
| الذخيرة البريطانية                       |                    |                    |                      |                      |                      |
| قذيفة خارقة للدروع                       | 135 مـم (5.3 بوصة) | 112 مـم (4.4 بوصة) | 89 مـم (3.5 بوصة)    | 70 مـم (2.8 بوصة)    | 55 مـم (2.2 بوصة)    |
| قذيفة خارقة للدروع ذات غلاف بالستي       | 115 مـم (4.5 بوصة) | 103 مـم (4.1 بوصة) | 90 مـم (3.5 بوصة)    | 78 مـم (3.1 بوصة)    | 68 مـم (2.7 بوصة)    |
| قذيفة خارقة للدروع ذات نَعْل ينفصل في الجو | 177 مـم (7.0 بوصة) | 160 مـم (6.3 بوصة) | 140 مـم (5.5 بوصة)   | 123 مـم (4.8 بوصة)   | 108 مـم (4.3 بوصة)   |
| الذخيرة الأمريكية                        |                    |                    |                      |                      |                      |
| قذيفة خارقة للدروع (مدفع عيار 52)        | 135 مـم (5.3 بوصة) | 112 مـم (4.4 بوصة) | 89 مـم (3.5 بوصة)    | 70 مـم (2.8 بوصة)    | 55 مـم (2.2 بوصة)    |
| قذيفة خارقة للدروع ذات غلاف بالستي       | 110 مـم (4.3 بوصة) | 98 مـم (3.9 بوصة)  | 85 مـم (3.3 بوصة)    | 73 مـم (2.9 بوصة)    | 64 مـم (2.5 بوصة)    |

أما القذائف الخارقة للدروع في الدبابات التي تستخدم المدفع، فَوَصَل مقدار اختراقها 81 ملم (من مدفع مارك 3) و83 ملم (من مدفع مارك 5)، وذلك من على بُعْد 500 ياردة وكان الهدف على زاوية 30 درجة.

## المستخدمون
- البرازيل[23]
- أستراليا (في الحرب العالمية الثانية وفي كوريا)
- كندا
- الدنمارك - كمدفع مشاة عيار 57 ملم
- فرنسا
- اليونان
- إيرلندا
- إسرائيل
- الأردن: الجيش العربي[24]
- ألمانيا النازية
- نيجيريا[16]
  -  بيافرا[16]
- هولندا
- باكستان
- الفلبين
- كوريا الجنوبية
- تايوان
- المملكة المتحدة
- الولايات المتحدة
- الاتحاد السوفييتي
- شمال فيتنام
- المملكة المتوكلية اليمنية[2]